# Stemberger
Stemberger ist ein österreichischer, näherhin Osttiroler Familienname.
Der Name ist ein Herkunftsname, der von der Schwaige Stemmering (Stemberg) im Osttiroler Defereggental, Gemeinde St. Veit in Defereggen, abgeleitet wird.

## Namensträger
- Elisabeth Stemberger (Malerin) (1901–1996), österreichische Malerin und Grafikerin
- Elisabeth Stemberger (Schauspielerin) (* 1928), österreichische Schauspielerin
- Franz Stemberger (1809–1885), österreichischer Maler in Osttirol, bekannt als „Tuifelemaler“ (Teufelsmaler)
- Gerhard Stemberger (* 1947), österreichischer Psychotherapeut und Soziologe
- Günter Stemberger (* 1940), österreichischer Judaist
- Heinrich Stemberger (1941–2022), österreichischer Tropenmediziner
- Josef Stemberger (1890–1947), österreichischer Jurist, Osttiroler Nationalratsabgeordneter im ersten österreichischen Nachkriegsparlament (1945–47)
- Julia Stemberger (* 1965), österreichische Schauspielerin
- Katharina Stemberger (* 1968), österreichische Schauspielerin
- Rudolf Stemberger (1901–1964), österreichischer Professor für Betriebswirtschaftslehre